# بولفينية فارغيسية
بولفينية فارغيسية (الاسم العلمي: Paulownia fargesii) هي نوع من النباتات تتبع جنس البولفينية من فصيلة البولفينية.